# Torneo de Reserva 2008-09
El Torneo de Reserva 2008-09 fue la sexagésimo octava edición del certamen organizado por la Asociación del Fútbol Argentino. Participaron un total de 20 equipos, todos participantes de la Primera División 2008-09.
Los nuevos participantes fueron: Godoy Cruz Antonio Tomba, que regresó tras su última participación en la temporada 2006-07; y San Martín de Tucumán, que hizo su debut en el torneo, ya que en su última presencia, en la temporada 1992-93, no participó.
El torneo consagró campeón por primera vez en su historia a Banfield, tras vencer por 4 a 0 a Tigre en la última fecha.

## Equipos participantes
De los 20 equipos, participaron 19 en la edición ya que Gimnasia y Esgrima de Jujuy desistió:
| Equipo             | Ciudad                |
| ------------------ | --------------------- |
| Argentinos Juniors | Buenos Aires          |
| Arsenal            | Sarandí               |
| Banfield           | Banfield              |
| Boca Juniors       | Buenos Aires          |
| Colón              | Santa Fe              |
| Estudiantes        | La Plata              |
| Gimnasia y Esgrima | La Plata              |
| Godoy Cruz         | Godoy Cruz            |
| Huracán            | Buenos Aires          |
| Independiente      | Avellaneda            |
| Lanús              | Lanús                 |
| Newell's Old Boys  | Rosario               |
| Racing Club        | Avellaneda            |
| River Plate        | Buenos Aires          |
| Rosario Central    | Rosario               |
| San Lorenzo        | Buenos Aires          |
| San Martín         | San Miguel de Tucumán |
| Tigre              | Victoria              |
| Vélez Sarsfield    | Buenos Aires          |

### Distribución geográfica de los equipos
| Región                 | Cant. | Equipos                                                                               |
| ---------------------- | ----- | ------------------------------------------------------------------------------------- |
| Ciudad de Buenos Aires | 6     | Argentinos Juniors, Boca Juniors, Huracán, River Plate, San Lorenzo y Vélez Sarsfield |
| Conurbano bonaerense   | 6     | Arsenal, Banfield, Independiente, Lanús, Racing Club y Tigre                          |
| Provincia de Santa Fe  | 3     | Colón, Newell's Old Boys y Rosario Central                                            |
| Ciudad de La Plata     | 2     | Estudiantes y Gimnasia y Esgrima (LP)                                                 |
| Provincia de Mendoza   | 1     | Godoy Cruz                                                                            |
| Provincia de Tucumán   | 1     | San Martín                                                                            |

## Sistema de disputa
Se llevó a cabo en una dos ruedas, por el sistema de todos contra todos, invirtiendo la localía y consagró un campeón. La tabla final de posiciones del torneo se estableció por acumulación de puntos.

## Tabla de posiciones
| Pos. | Equipo                   | Pts. | PJ | PG | PE | PP | GF | GC | Dif. |
| ---- | ------------------------ | ---- | -- | -- | -- | -- | -- | -- | ---- |
| 1.º  | Banfield                 | 69   | 36 | 19 | 12 | 5  | 57 | 28 | 29   |
| 2.º  | Rosario Central          | 66   | 36 | 19 | 9  | 8  | 58 | 38 | 20   |
| 3.º  | Gimnasia y Esgrima LP    | 65   | 36 | 18 | 11 | 7  | 65 | 43 | 22   |
| 4.º  | Godoy Cruz Antonio Tomba | 56   | 36 | 15 | 11 | 10 | 41 | 42 | −1   |
| 5.º  | Lanús                    | 55   | 36 | 13 | 16 | 7  | 47 | 34 | 13   |
| 6.º  | Newell's Old Boys        | 55   | 36 | 13 | 16 | 7  | 41 | 34 | 7    |
| 7.º  | Vélez Sarsfield          | 53   | 36 | 14 | 11 | 11 | 54 | 49 | 5    |
| 8.º  | San Lorenzo de Almagro   | 52   | 36 | 14 | 10 | 12 | 48 | 41 | 7    |
| 9.º  | Estudiantes LP           | 52   | 36 | 13 | 13 | 10 | 50 | 45 | 5    |
| 10.º | River Plate              | 51   | 36 | 11 | 18 | 7  | 58 | 43 | 15   |
| 11.º | Boca Juniors             | 49   | 36 | 13 | 10 | 13 | 51 | 45 | 6    |
| 12.º | San Martín T             | 45   | 36 | 12 | 9  | 15 | 46 | 57 | −11  |
| 13.º | Independiente            | 44   | 36 | 10 | 14 | 12 | 42 | 46 | −4   |
| 14.º | Colón                    | 42   | 36 | 11 | 9  | 16 | 48 | 54 | −6   |
| 15.º | Argentinos Juniors       | 40   | 36 | 10 | 10 | 16 | 37 | 54 | −17  |
| 16.º | Arsenal                  | 35   | 36 | 8  | 11 | 17 | 36 | 46 | −10  |
| 17.º | Tigre                    | 35   | 36 | 7  | 14 | 15 | 38 | 57 | −19  |
| 18.º | Racing                   | 32   | 36 | 8  | 8  | 20 | 36 | 57 | −21  |
| 19.º | Huracán                  | 20   | 36 | 4  | 8  | 24 | 33 | 73 | −40  |